# План „Дос“
План „Дос“ (на английски: Dawes Plan) от 16 август 1924 г. намалява репарационния натиск върху Германия след Първата световна война и предвижда оказване на помощ за възстановяване на тежката индустрия в Германия.
Лондонската конференция приема плана, който предвижда да се отсрочат германските плащания за по-дълъг период, да се отпуснат заеми и да се стабилизира валутата на Германия, да се контролира германската икономика от САЩ и Великобритания, както и да се прекрати френско-белгийската окупация на Рур. Планът създава условия за възстановяване на икономическия и военен потенциал на Германия, улеснява икономическата ѝ експанзия и отслабва позициите на Франция.
На 29 август 1924 г. Райхстагът ратифицира плана.